# Đào Đình Bình
Đào Đình Bình (sinh ngày 6 tháng 2 năm 1945) là một chính trị gia và tiến sĩ ngành Vận tải người Việt Nam. Ông từng là Ủy viên Ban Chấp hành Trung ương Đảng Cộng sản Việt Nam và Bộ trưởng Bộ Giao thông Vận tải Việt Nam nhiệm kỳ 2002 - 2006.

## Tiểu sử
Ông sinh ngày 6 tháng 2 năm 1945 tại huyện Tiên Du, tỉnh Bắc Ninh. Ông được kết nạp vào Đảng cộng sản Việt Nam ngày 16 tháng 7 năm 1975.
Tháng 1 năm 1969 đến tháng 9 năm 1979, ông là kỹ sư Thiết kế và giữ chức Bí thư Đoàn Thanh niên Cộng sản Hồ Chí Minh Công ty Thiết kế Đường sắt.
Tháng 10 năm 1979 đến tháng 12 năm 1984, ông là Nghiên cứu sinh tại CHDC Đức và sau đó tiếp tục công tác trong Ngành Đường sắt.
Tháng 1 năm 1985 đến tháng 4 năm 1989, ông là Phó Trưởng Ga Giáp Bát, Trưởng Ga Hải Phòng và Phó Giám đốc Trung tâm Điều hành Vận tải Tổng cục Đường sắt.
Tháng 5 năm 1989 đến tháng 2 năm 1992, ông là Phó Tổng Giám đốc Xí nghiệp Liên hợp Vận tải Đường sắt Khu vực 1.
Tháng 3 năm 1992 đến tháng 3 năm 1993, ông là Phó Trưởng ban rồi Trưởng ban Ban Giám sát An toàn Liên hiệp Đường sắt Việt Nam.
Tháng 4 năm 1993 đến tháng 11 năm 1994, ông là Trưởng ban Ban Kế hoạch Liên hiệp Đường sắt Việt Nam.
Tháng 12 năm 1994 đến tháng 9 năm 1996, ông giữ chức Bí thư Đảng ủy, Tổng Giám đốc Xí nghiệp Liên hợp Vận tải Đường sắt Khu vực 3; Ủy viên Ban Chấp hành Đảng bộ Đường sắt Việt Nam.
Tháng 7 năm 1996, ông trúng cử Ủy viên Ban Chấp hành Trung ương Đảng Cộng sản Việt Nam Khoá VIII.
Tháng 10 năm 1996 đến tháng 8 năm 1999, ông là Bí thư Ban Cán sự Đảng Bộ Giao thông Vận tải, Thứ trưởng Thường trực Bộ Giao thông Vận tải.
Tháng 9 năm 1999 đến năm 2002, ông là Ủy viên Ban Chấp hành Trung ương Đảng Cộng sản Việt Nam Khoá VIII, IX; Thứ trưởng Bộ Giao thông Vận tải kiêm Tổng Giám đốc Liên hiệp Đường sắt Việt Nam, Bí thư Đảng ủy Đường sắt Việt Nam.
Từ năm 2002 đến tháng 6 năm 2006, ông giữ chức vụ Bộ trưởng Bộ Giao thông Vận tải Việt Nam.
Từ 2002 đến 2007, ông Đại biểu Quốc hội Việt Nam khóa XI, thuộc đoàn đại biểu quốc hội tỉnh Quảng Bình.
Tháng 7 năm 2006, ông bị Thủ tướng Chính phủ miễn nhiệm vì có trách nhiệm của người đứng đầu trong vụ án xảy ra tại PMU 18 và một số vụ tai nạn giao thông nghiêm trọng trong đó có vụ lật tàu E1.

## Gia đình
Cha là Đào Đình Phú, Nguyên Vụ trưởng Vụ Tổ chức Cán bộ trực thuộc Tổng cục Đường sắt.

## Kỷ luật
- Ban Chấp hành Trung ương Đảng Cộng sản Việt Nam khóa X thi hành kỷ luật hình thức Cảnh cáo đối với Đào Đình Bình vì chịu trách nhiệm người đứng đầu về các vấn đề vi phạm liên quan đến vụ PMU 18 gây thiệt hại lớn về người và tài sản của Nhà nước làm ảnh hưởng xấu tới liên quan ùn tắc tai nạn giao thông trong đó có vụ lật tàu E1.
- Ngày 21 tháng 6 năm 2006, Thủ tướng Chính phủ Phan Văn Khải ký quyết định thi hành kỷ luật hình thức Cảnh cáo đối với Đào Đình Bình do đã có những vi phạm khuyết điểm, nghiêm trọng của Bộ Chính trị về công tác của Đảng.
- Ngày 29 tháng 6 năm 2006, Thủ tướng Chính phủ Nguyễn Tấn Dũng đề nghị Quốc hội biểu quyết thông qua miễn nhiệm chức vụ Bộ trưởng Bộ Giao thông vận tải đối với Đào Đình Bình do vi phạm gây thiệt hại lớn về ùn tắc tai nạn giao thông.[4]